# Ferrocarril atmosférico

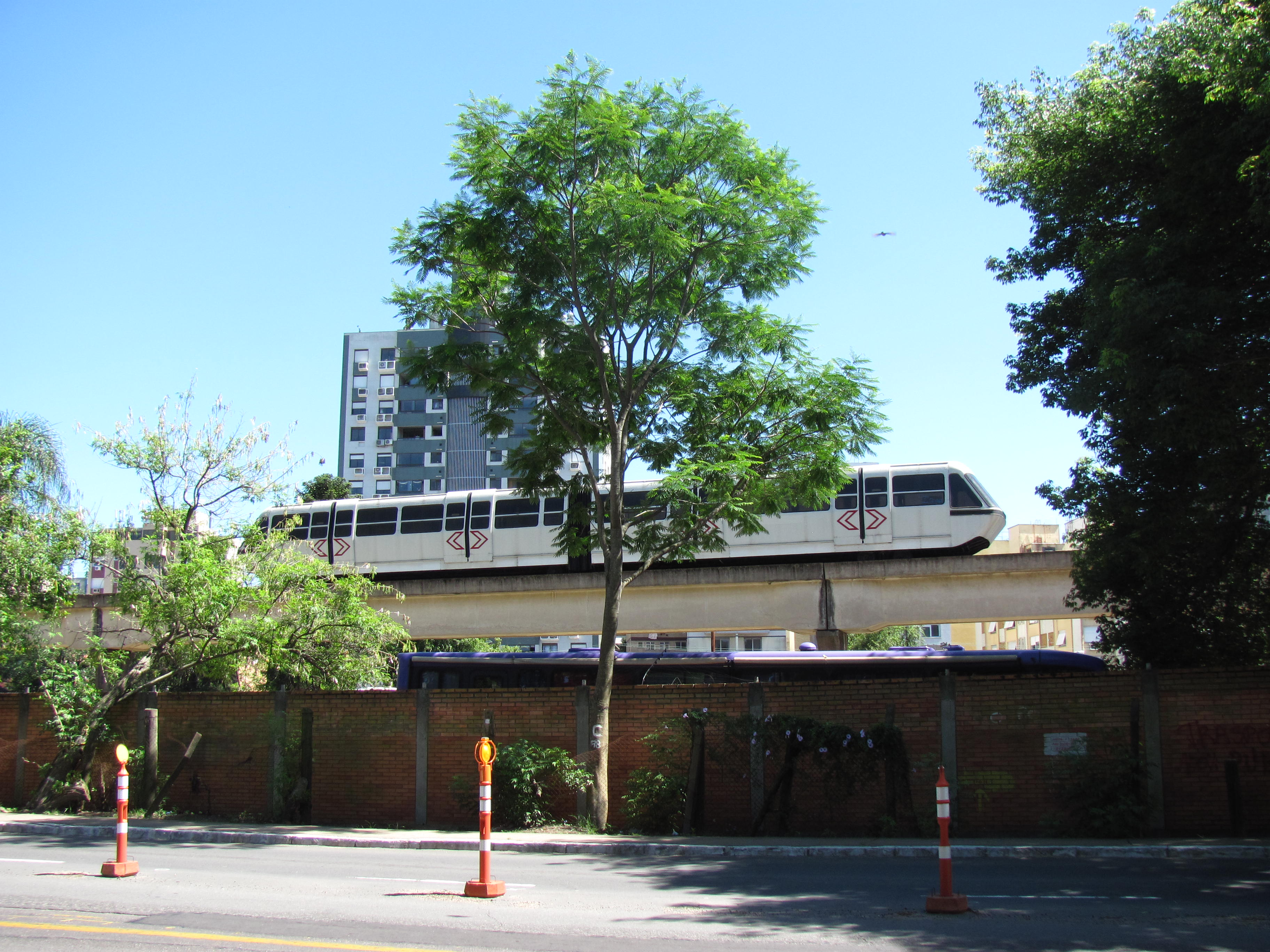
Tren Aeromóvil en la línea de prueba de Porto Alegre (década de 1980). La viga situada debajo del tren forma el conducto de aire. El vehículo está conectado a una placa de propulsión en el conducto accionada por presión de aire

Un ferrocarril atmosférico se caracteriza por utilizar una diferencia de presión de aire con respecto a la presión atmosférica para suministrar energía de propulsión a un vehículo de transporte ferroviario. De esta manera, una fuente de energía estática puede transmitir energía motriz al vehículo, evitando la necesidad de transportar equipos generadores de energía móviles. El aire comprimido o sometido a un vacío parcial (es decir, a una presión relativa negativa) se puede transportar hasta el vehículo mediante una tubería continua, en la que el vehículo dispone de un pistón que puede deslizar por el tubo. Se requiere algún tipo de ranura que se pueda volver a sellar para permitir que el pistón se una al vehículo, aunque de forma alternativa, todo el vehículo puede actuar como pistón en un tubo grande o bien acoplarse electromagnéticamente al pistón.
Se propusieron distintas variantes de este principio de funcionamiento a principios del siglo XIX, llegando a desarrollarse varias aplicaciones prácticas, pero todas se acabaron abandonando en unos pocos años debido a desventajas imprevistas.
Posteriormente, se ha desarrollado un sistema patentado moderno que está en uso para aplicaciones de corta distancia. La conexión del Metro de Porto Alegre con el aeropuerto en Porto Alegre, en Brasil, es una de ellas.

## Historia
En los primeros días de los ferrocarriles, vagones individuales o en grupo eran propulsados por la fuerza humana o por caballos. A medida que se entendió la potencia mecánica, se desarrollaron los motores de vapor que dieron origen a las locomotoras, los caballos de hierro. Estas primeras máquinas tenían serias limitaciones, y en particular, al ser mucho más pesadas que los vagones en uso, rompían los rieles, y la deficiente adherencia en el contacto entre ruedas y carriles de hierro suponía una fuerte limitación, como se pudo comprobar en las pruebas pioneras realizadas en el Ferrocarril de Kilmarnock y Troon.
En consecuencia, muchos ingenieros dirigieron su atención al uso de fuentes de energía estáticas, "motores estacionarios" capaces de poner un tren en movimiento. Tales motores podrían ser más robustos y con más espacio disponible, y por lo tanto más potentes. La solución para transmitir la energía, mucho antes de que la tracción eléctrica fuese una realidad práctica, era el uso de sistemas por cable o bien de sistemas que aprovechaban una diferencia de presión de aire.

### Medhurst
En 1799, George Medhurst de Londres discutió la idea de mover mercancías neumáticamente a través de tuberías de hierro fundido, y en 1812 propuso hacer volar los vagones de pasajeros a través de un túnel.
Para ello, propuso dos sistemas alternativos: el vehículo en sí era el pistón o el tubo era relativamente pequeño y alojaba un pistón separado. Nunca patentó sus ideas y no las llevó más allá.

## SigloXIX

### Vallance
En 1824, un inventor apellidado Vallance registró una patente y construyó una pequeña línea de demostración. Su sistema consistía en un tubo de hierro fundido de 6 pies (1,8 m) de diámetro con rieles empotrados en la parte inferior; el vehículo tenía el tamaño completo del tubo y se usaba piel de oso para sellar el espacio anular. Para reducir la velocidad del vehículo, se abrían unas compuertas en cada extremo del vehículo. El sistema de Vallance llegó a funcionar, pero no fue adoptado comercialmente.

### Pinkus

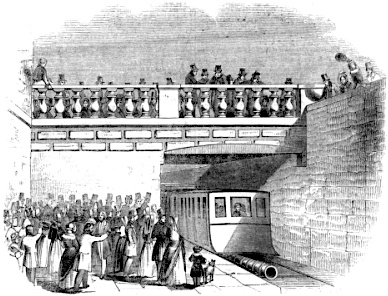
Llegada a Kingstown del ferrocarril atmosférico de Dalkey en 1844

En 1835, Henry Pinkus patentó un sistema con un tubo de sección cuadrada de 9 pies cuadrados (0,8 m²) con un bajo grado de vacío, limitando las pérdidas por fugas. Más adelante lo cambió por un tubo de vacío circular de pequeño calibre. Propuso sellar la ranura que permitía conectar el pistón con el vehículo mediante una cuerda continua, de forma que unos rodillos situados en el vehículo levantaban la cuerda por delante de la conexión con el pistón y después la colocaban de nuevo en su posición original para sellar el tubo.
Construyó una línea de demostración junto al canal de Kensington y emitió un prospecto informando sobre la creación de la "Asociación Nacional de Ferrocarriles Neumáticos", pero su sistema fallaba debido a la elongación de la cuerda y no pudo interesar a los inversores. Sin embargo, su idea, una tubería de pequeño calibre con una ranura resellable, fue el prototipo de muchos de los sistemas posteriores.

### Samuda y Clegg

#### Desarrollo de un sistema práctico
Jacob y Joseph Samuda eran constructores navales e ingenieros, propietarios de la compañía Southwark Ironworks, y ambos pertenecían a la Institución de Ingenieros Civiles. Por su parte, Samuel Clegg era ingeniero especializado en instalaciones de gas, lo que propició que los tres colaborasen en el desarrollo de un ferrocarril atmosférico. Alrededor de 1835 leyeron los escritos de Medhurst y desarrollaron un sistema de tubería de vacío de pequeño calibre. Clegg trabajó especialmente en el diseño de una válvula de mariposa longitudinal para sellar la ranura de la tubería.
En 1838, obtuvieron una patente "para una nueva mejora en las válvulas" y construyeron un modelo a escala real en Southwark. En 1840, Jacob Samuda y Clegg arrendaron media milla de vía férrea del Ferrocarril del Oeste de Londres en Wormholt Scrubs (más tarde rebautizado como Wormwood Scrubs), donde la vía férrea aún no se había abierto al público. Aquel año, Clegg se trasladó a Portugal, donde estaba desarrollando su carrera en la industria del gas.
El sistema de Samuda empleaba una tubería de hierro fundido continua (articulada) colocada entre los rieles de una vía férrea; la tubería tenía una ranura en la parte superior. El vehículo principal de un tren era un "coche con pistón", que llevaba fijado un pistón que se insertaba en el tubo. Estaba sostenido por un sistema de soporte que pasaba a través de la ranura, de manera que el pistón estaba sujeto por delante del punto en el que el soporte salía de la ranura. A su vez, la ranura estaba sellada mediante una lengüeta de cuero continua que se abría inmediatamente por delante del soporte del pistón y que se cerraba de nuevo inmediatamente por detrás. Una estación de bombeo situada por delante del tren bombeaba el aire contenido en el tubo, lo que hacía que la presión del aire atmosférico situado por detrás del pistón lo empujase hacia adelante.
La demostración de Wormwood Scrubbs duró dos años. El tubo de tracción tenía 9 pulgadas (22,9 cm) de diámetro, y para bombear el aire se utilizaba un motor estacionario de 16 hp. La pendiente en la línea era constante de 1 por 115 (8,7 milésimas). En su tratado, que se cita a continuación, Samuda daba a entender que la tubería se usaría en una sola dirección, y el hecho de que solo se construyera una estación de bombeo sugiere que los trenes regresaban al punto de partida por gravedad, como se hizo más tarde en la línea de Dalkey (véase más abajo). Muchos de los recorridos eran demostraciones públicas. Samuda cita las cargas y el grado de vacío y la velocidad en algunos de los trayectos, aunque parece haber poca correlación entre ellos, como por ejemplo en:
- 11 de junio de 1840; 11 toneladas 10 cwt; velocidad máxima 22.5 mph; 15 pulgadas de vacío
- 10 de agosto de 1840: 5 toneladas 0 cwt; velocidad máxima 30 mph; 20 pulgadas de vacío.[4]

#### Soluciones de la competencia
Hubo un enorme interés público en las ideas que rodeaban a los ferrocarriles atmosféricos y, al mismo tiempo que Samuda desarrollaba su sistema, se propusieron otras ideas, entre las que se pueden reseñar las siguientes:
- Nickels y Keane; debían impulsar los trenes bombeando aire en un tubo de lona continuo; el tren tenía un par de rodillos de presión que apretaban el exterior del tubo y la presión del aire empujaba el vehículo hacia adelante; el efecto era el contrario de apretar un tubo de pasta de dientes. Afirmaron haber realizado una demostración exitosa en un depósito de madera en Waterloo Road.
- James Pilbrow; propuso un pistón suelto equipado con una cremallera dentada; las ruedas dentadas serían giradas por el pistón mediante un husillo que pasaba a través de una junta hacia el exterior del tubo; el vagón delantero del tren tendría una cremallera correspondiente y sería impulsado hacia adelante por la rotación de las ruedas dentadas. Así, el vehículo mantendría exactamente el ritmo del pistón, sin ninguna conexión directa con él.
- Enrique Lacey; concibió un tubo de madera, hecho por toneleros como un barril largo y continuo con la ranura de apertura y una aleta de madera retenida por una bisagra de goma india.
- Clarke y Varley; desarrollaron una propuesta de tubos de chapa de hierro con rendija longitudinal continua. Si los tubos estuvieran hechos con estándares de precisión, el vacío mantendría la rendija cerrada, pero el soporte del pistón en el tren abriría la rendija lo suficiente para que pasara; la elasticidad del tubo lo cerraría de nuevo detrás del carro del pistón.
- José Shuttleworth; sugirió un tubo hidráulico; la presión del agua, en lugar de un vacío atmosférico parcial, impulsaría el tren. En zonas montañosas donde se dispusiera de abundante agua, sería innecesaria una estación de bombeo: el agua se utilizaría directamente. En lugar de la aleta para sellar la ranura en el tubo, una cuerda de sellado de forma continua, hecha de tela impregnada con caucho indio, estaría dentro de la tubería. Las guías en el pistón lo levantarían a su posición y la presión del agua lo mantendría en su lugar detrás del tren. El uso de una presión positiva permitió un mayor diferencial de presión que un sistema de vacío. Sin embargo, el agua de la tubería tendría que ser drenada manualmente por el personal en la tubería después de cada tren.

### Tratado de Samuda

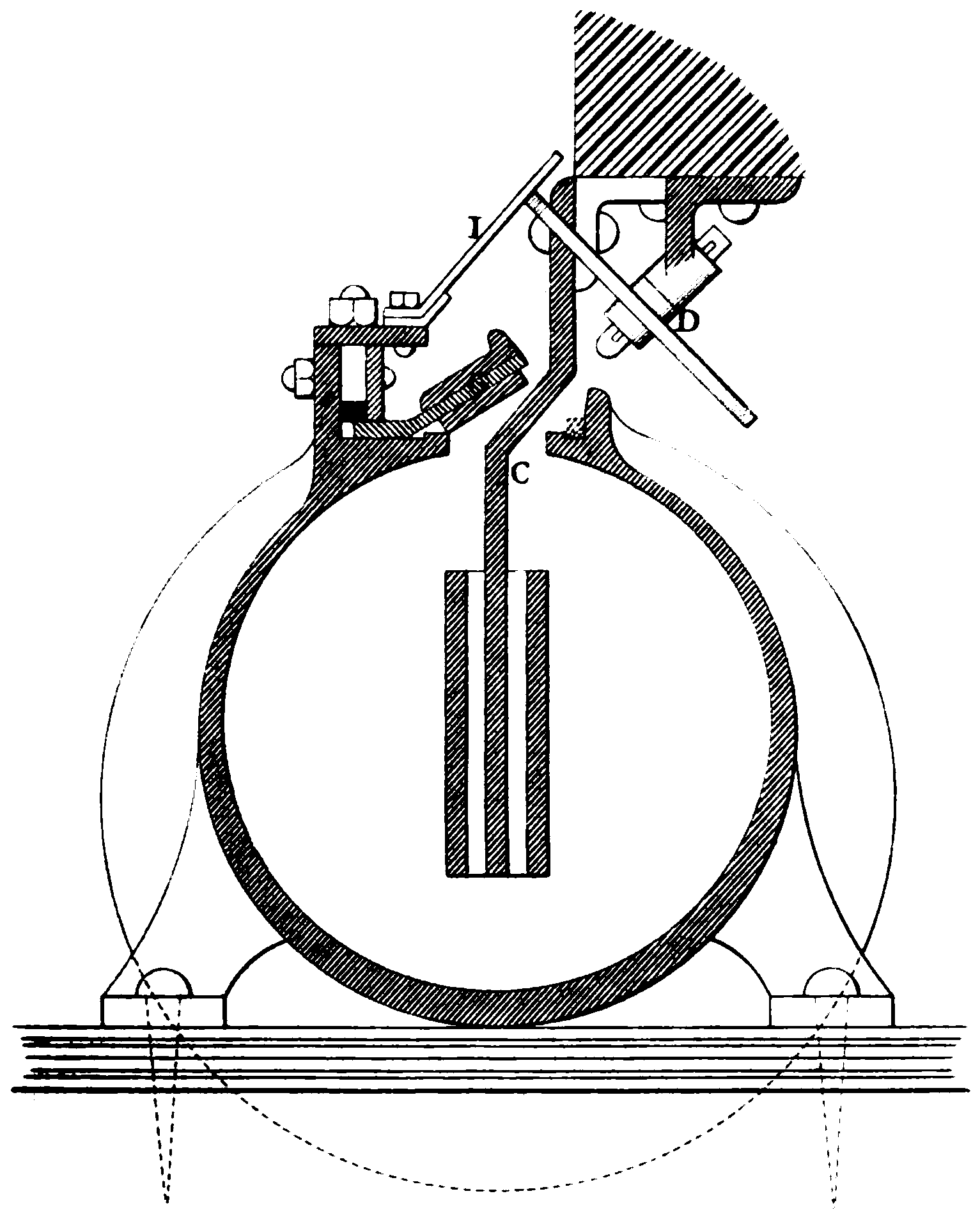
Ilustración de Un tratado sobre la adaptación de la presión atmosférica a los fines de la locomoción en los ferrocarriles, de Samuda

En 1841, Joseph Samuda publicó su Tratado sobre la adaptación de la presión atmosférica a los fines de la locomoción en los ferrocarriles.
Con una extensión de 50 páginas, contenía la descripción de su sistema; empezando por el tubo de tracción:

La potencia de movimiento se comunica al tren a través de una tubería continua o principal, tendida entre los rieles, que es vaciada de aire por bombas accionadas por máquinas de vapor estacionarias, fijas en un lado de la línea, variando la distancia entre ellas desde una a tres millas, según la naturaleza y el tráfico de la línea. Un pistón, que se introduce en esta tubería, se une al vagón de cabeza de cada tren, a través de una abertura longitudinal, y se hace avanzar por medio de la depresión del aire creada por delante a él. El tubo continuo se fija entre los raíles y se atornilla a las traviesas que lo soportan; el interior del tubo no está perforado, y está recubierto por una capa de sebo de 0,1 pulgadas (2,5 mm) de espesor, para igualar la superficie y evitar cualquier fricción innecesaria por el paso del pistón móvil a través de ella.

El funcionamiento de la válvula de cierre iba a ser crítico:

En la superficie superior de la tubería hay una hendidura o ranura continua de unas dos pulgadas de ancho. Esta ranura está cubierta por una válvula, que se extiende a todo lo largo de la vía, formada por una tira de cuero remachada entre placas de hierro, siendo las placas superiores más anchas que la ranura y sirviendo para evitar que el aire exterior empuje el cuero hacia el interior de la tubería cuando dentro de él se forma el vacío; y las placas inferiores que encajan en la ranura cuando la válvula está cerrada, forman el círculo de la tubería e impiden que el aire pase por el pistón; un borde de esta válvula está sujetado de manera segura por barras de hierro, fijadas con pernos roscados a una nervadura longitudinal fundida en la tubería, y permite que el cuero entre las placas y la barra actúe como una bisagra, similar a una válvula de bomba común; el otro borde de la válvula cae en una ranura que contiene una composición de cera estampada y sebo: esta composición es sólida a la temperatura de la atmósfera y se vuelve fluida cuando se calienta unos grados por encima de ella. Sobre esta válvula hay una cubierta protectora, que sirve para preservarla de la nieve o la lluvia, formada por delgadas placas de hierro de unos cinco pies de largo articuladas con cuero, y el extremo de cada placa se superpone a la siguiente en la dirección del movimiento del pistón, asegurando así el levantamiento de cada uno en sucesión.

El carro del pistón abriría y luego cerraría la válvula:

En la parte inferior del primer vagón de cada tren se adjunta el pistón y sus accesorios; una varilla que pasa horizontalmente desde el pistón está unida a un brazo de conexión, aproximadamente unos seis pies por detrás del pistón. Este brazo conector pasa a través de la ranura continua en el tubo, y estando fijado al vagón, imprime movimiento al tren a medida que el tubo se vacía de aire; al vástago del pistón también se unen cuatro ruedas de acero (dos por delante y dos por detrás del brazo de conexión) que sirven para levantar la válvula y formar un espacio para el paso del brazo de conexión, y también para la admisión de aire en la parte posterior del pistón; al carro se une otra rueda de acero, regulada por un resorte, que sirve para asegurar el perfecto cierre de la válvula, al pasar sobre las placas superiores inmediatamente después del paso del brazo. Un tubo de cobre o calentador, de unos diez pies de largo, mantenido constantemente caliente por una pequeña estufa (también fijada a la parte inferior del vagón), pasa y derrite la superficie de la composición (que se ha disgregado al levantar la válvula), que al enfriarse se nuevo se vuelve sólida y sella herméticamente la válvula. Así, cada tren al pasar deja la tubería en un estado apto para recibir al siguiente tren.

También se describía la entrada y la salida de la tubería:

El tubo continuo se divide en secciones adecuadas (según la distancia respectiva de las máquinas de vapor estacionarias) mediante válvulas de separación, que son abiertas por el tren a medida que avanza: estas válvulas están construidas de manera que no es necesario detener o disminuir la velocidad cuando se pasa de una sección a otra. La válvula de separación de salida, o la del extremo del tramo más próximo a su máquina de vapor, se abre por la compresión del aire delante del pistón, que necesariamente se produce después de haber pasado el ramal que comunica con la bomba de aire; la válvula de separación de entrada (la que está cerca del comienzo de la siguiente sección de la tubería) es una válvula de equilibrio y se abre inmediatamente después de que el pistón ha entrado en la tubería. La tubería principal se une con juntas profundas, en cada una de las cuales se deja un espacio anular en la mitad del empalme y se llena con una sustancia pastosa: así se evita cualquier posible fuga de aire en la tubería.

En ese momento, el ferrocarril se desarrollaba rápidamente y las soluciones a las limitaciones técnicas del momento se buscaban con entusiasmo, y no siempre se evaluaban racionalmente. El tratado de Samuda presentaba las ventajas de su sistema:
- Transmisión de energía a los trenes desde centrales estacionarias (atmosféricas); lo que significaba que la maquinaria estática podría ser más eficiente en combustible.
- El tren se liberaría de la necesidad de llevar consigo la fuente de energía y el combustible.
- La potencia disponible para el tren sería mayor para poder superar pendientes más pronunciadas. En la construcción de nuevas líneas, esto reduciría enormemente los costos de construcción al permitir la reducción del volumen de movimiento de tierras y de la longitud de los túneles.
- La eliminación del tren de una pesada locomotora permitiría utilizar materiales de vía más ligeros y baratos.
- Los pasajeros y los residentes cercanos la vía se evitarían las molestias de la emisión de humo de los trenes que pasan; esto sería especialmente útil en los túneles.
- Las colisiones entre trenes serían imposibles, porque solo se podría manejar un tren a la vez en cualquier sección entre dos estaciones de bombeo. Los choques entre trenes eran un asunto candente para el público en general en aquellos días antes de los sistemas de señalización modernos, cuando se permitía que un tren siguiera a un tren precedente después de un intervalo de tiempo definido, sin medios para detectar si ese tren se había detenido en algún lugar más adelante en la línea.
- El pistón que viaja en el tubo mantendría el carro del pistón hacia abajo y, según Samuda, evitaría descarrilamientos, lo que permitiría negociar curvas de manera segura a alta velocidad.
- Las personas que viajasen en el ferrocarril no estarían sujetas al riesgo de explosiones de la caldera de la máquina de vapor (algo que por entonces era una posibilidad muy real).[2]

Samuda también refutó las críticas a su sistema que se habían generalizado:
- Que si una estación de bombeo fallara, toda la línea se cerraría porque ningún tren podría pasar por ese punto. Samuda explicó que disponer adecuadamente las tuberías permitiría que la siguiente estación de bombeo abasteciera a la sección afectada, y aunque fuera a presión reducida, el tren aún podría pasar, aunque con una pequeña pérdida de tiempo.
- Que la fuga de aire en la aleta o en las uniones de la tubería debilitaría críticamente el efecto de vacío. Samuda señaló la experiencia y los resultados de las pruebas en su línea de demostración, donde evidentemente esto no fue un problema.
- El costo de capital de las casas de máquinas suponía una carga enorme. Samuda observó al respecto que se eliminaba el costo de capital de las locomotoras de vapor y se podía esperar que los costos de funcionamiento del combustible y el mantenimiento fueran más bajos.[4]

#### Patente
En abril de 1844, Jacob y Joseph Samuda patentaron su sistema. Poco después de esto, Joseph Samuda murió, y su hermano Jacob continuó desarrollando el trabajo. La patente constaba de tres partes: la primera describía el sistema de pistón y tubería atmosférica, la segunda describía cómo, en áreas con abundante suministro de agua, se podría crear el vacío mediante el uso de tanques de agua a diferentes niveles; y el tercer apartado trataba de los pasos a nivel de un ferrocarril atmosférico.

### Ferrocarril atmosférico de Dalkey
El Ferrocarril de Dublín y Kingstown abrió en 1834 conectando el puerto de Dún Laoghaire (entonces llamado Kingstown) con Dublín; era una línea de ancho estándar. En 1840, se deseaba extender la línea hasta Dalkey, una distancia de unas dos millas más. Para instalar el nuevo sistema se adquirió y transformó un tranvía de caballos utilizado para traer piedra desde una cantera para la construcción del puerto. Estaba muy inclinado (a 1 por 115, con un tramo de 440 yardas al 1 por 57) y muy curvado, siendo el radio más pronunciado de 570 yardas (521,2 m). Estas condiciones representaban dificultades significativas para las locomotoras de vapor la época. El tesorero de la empresa, James Pim, estaba de visita en Londres y, al enterarse del proyecto de Samuda, lo vio. Consideró que era perfecto para los requisitos de su empresa y, después de solicitar al gobierno un préstamo de 26.000 libras esterlinas, se acordó instalarlo en la línea de Dalkey. Así se convirtió en el Ferrocarril Atmosférico de Dalkey.
En el tramo se utilizó una tubería de tracción de 15 pulgadas, con una sola estación de bombeo en Dalkey, en el extremo superior del recorrido de 2400 yardas (2194,6 m). El motor estacionario generaba 110 ihp y tenía un volante de inercia de 36 pies (11,0 m) de diámetro. Cinco minutos antes de la salida programada de un tren desde Kingstown, el motor de bombeo comenzaba a funcionar y creaba un vacío de 15 pulgadas en dos minutos. El tren se empujaba manualmente hasta la posición en la que el pistón entraba en la tubería, y se sujetaba el tren con los frenos hasta que estaba listo para partir. Cuando llegaba ese momento, se soltaban los frenos y el tren se ponía en marcha. Posteriormente se instaló un telégrafo eléctrico, lo que eliminó la dependencia del horario para el funcionamiento del motor).
El 17 de agosto de 1843 se vació el aire del tubo por primera vez y al día siguiente se hizo una prueba. El sábado 19 de agosto se abrió la línea al público. En servicio, se alcanzó una velocidad típica de 30 millas por hora (48,3 km/h). El regreso a Kingstown fue por gravitación cuesta abajo, y más lento. En marzo de 1844, 35 movimientos de trenes operaban diariamente y 4500 pasajeros a la semana viajaban en la línea, en su mayoría simplemente por conocer la novedad.
Está registrado que un joven llamado Frank Elrington estaba en una ocasión en el vagón del pistón, que no estaba unido al tren. Al soltar el freno, el vehículo liviano salió disparado a gran velocidad, cubriendo la distancia en 75 segundos, con un promedio de 65 millas por hora (104,6 km/h).
Como este fue el primer ferrocarril atmosférico en operación comercial, atrajo la atención de muchos ingenieros eminentes de la época, incluidos Isambard Kingdom Brunel, Robert Stephenson y Sir William Cubitt.
La línea siguió funcionando con éxito durante diez años, sobreviviendo a las líneas británicas de sistema atmosférico, aunque la línea París-Saint Germain continuó hasta 1860.
Cuando se canceló la explotación del sistema neumático en 1855, se empleó una locomotora de vapor 2-2-2 llamada Princess, por cierto, la primera máquina de vapor fabricada en Irlanda. Aunque era una máquina de vapor muy pequeña, funcionó con éxito en la línea inclinada durante algunos años.

### París-Saint Germain

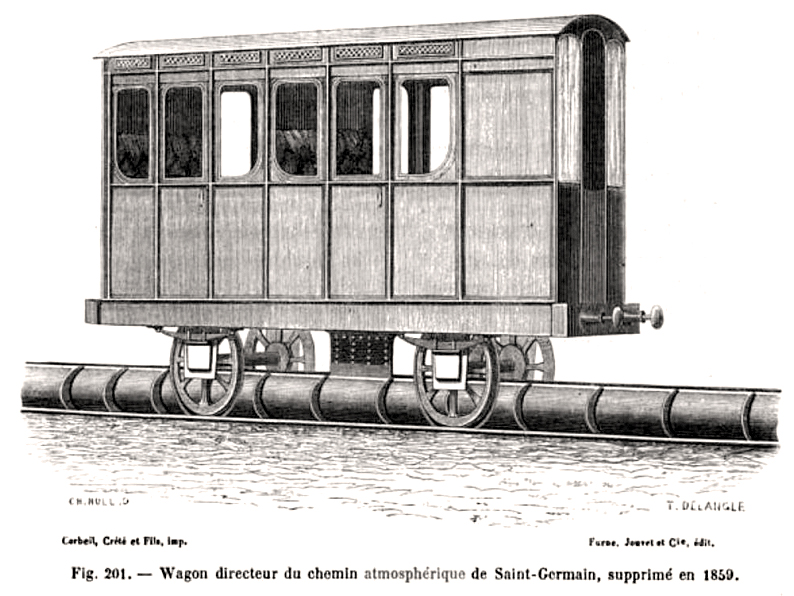
Coche de pistón de Saint Germain

En 1835, los hermanos Pereire obtuvieron una concesión de la Compagnie du Chemin de fer de Paris à Saint-Germain. Abrieron su línea de 19 km en 1837, pero solo hasta Le Pecq, un muelle fluvial en la margen izquierda del Sena, ya que habría sido necesaria adoptar una pendiente demasiado pronunciada para llegar a Saint-Germain-en-Laye, y las locomotoras de la época se consideraban incapaces de superar el gradiente necesario, considerándose la adherencia el factor limitante.
Al enterarse del éxito del ferrocarril de Dalkey, el ministro francés de obras públicas (M. Teste) y el subsecretario de Estado (M. Le Grande) enviaron a M. Mallet, inspector general honorario de Ponts et Chaussées, a Dalkey. Escribió una evaluación técnica exhaustiva del sistema allí instalado, y de su potencial, que incluía los resultados de las mediciones realizadas con Joseph Samuda.
Fue gracias a su interés que los hermanos Pereire adoptaron el sistema para una extensión hasta la misma localidad de Saint Germain. La construcción comenzó en 1845, con un puente de madera que cruzaba el Sena, seguido de un viaducto de mampostería de veinte arcos y dos túneles debajo del castillo. La ampliación se abrió el 15 de abril de 1847; tenía 1,5 km de longitud y una pendiente de 1 en 28 (35 mm/m).
La tubería de tracción se colocó entre los rieles; tenía un diámetro de 63 cm (25 pulgadas) con una ranura en la parte superior. La ranura estaba cerrada por dos solapas de cuero. Las bombas estaban propulsadas por dos máquinas de vapor con una capacidad de 200 hp, ubicadas entre los dos túneles en Saint-Germain. La velocidad del tren en el ascenso fue de 35 km/h (22 mph). En el descenso, el tren corrió por gravedad hasta Pecq, donde la locomotora de vapor tomó el relevo para el viaje a París.
El sistema fue técnicamente exitoso, pero el desarrollo de locomotoras de vapor más potentes llevó a su abandono a partir del 3 de julio de 1860, cuando una locomotora de vapor realizó el recorrido desde París hasta Saint Germain, asistida cuesta arriba por una locomotora de empuje auxiliar. Esta solución se continuó usando durante más de sesenta años, hasta que se emprendió la electrificación de la línea.
Un corresponsal del Ohio State Journal describió algunos detalles. En su artículo parece indicarse que había dos secciones de tubo:

Se coloca un tubo de hierro en el centro de la vía, que se hunde aproximadamente un tercio de su diámetro en el lecho de la plataforma. Para una distancia de 5500 yardas (5 km), el tubo tiene un diámetro de solo 1¾ pies [es decir, 21 pulgadas (53,3 cm)]. El ascenso aquí es tan leve que no requiere la misma cantidad de fuerza que se requiere en la pendiente empinada a Saint Germain, donde la tubería, para una distancia de 3800 yardas (3,5 km), es de 2 pies y 1 pulgada [es decir, 25 pulgadas (63,5 cm)] de diámetro.

Las máquinas de vapor estacionarias tenían acumuladores:

A cada motor se le adaptan dos grandes cilindros, que expulsan catorce pies cúbicos de aire por segundo. La presión en la caldera de aire (claudieres) unida a las máquinas extractoras es igual a seis atmósferas absolutas.

También describió la válvula:

A lo largo de toda la longitud del tubo se localiza una ranura en la parte superior, dejando un espacio abierto de unas cinco pulgadas. A cada lado del corte en sección hay un resalto para confinar los bordes de una válvula que encaja sobre él. La válvula está hecha de una pieza de suela de cuero de media pulgada de espesor, con placas de hierro adheridas tanto en la parte superior como en la parte inferior correspondiente para darle resistencia... que tienen quizás un cuarto de pulgada de espesor ... Las placas tienen unas nueve pulgadas de largo, y sus extremos, arriba y abajo, están separados tres cuartos de pulgada, sirviendo juntas para dar flexibilidad y al mismo tiempo firmeza a la válvula de cuero.

Clayton registra el nombre del ingeniero, Mallet, que había sido inspector general de Obras Públicas, y da un relato un poco diferente, e indica que Mallet utilizó una cuerda trenzada para sellar la ranura. También dice que el vacío se creaba al condensar vapor en una cámara de vacío antes de cada viaje, pero esta afirmación puede haber sido un malentendido acerca de los acumuladores de presión.

### Ferrocarril de Londres y Croydon

#### Un tren de vapor al principio

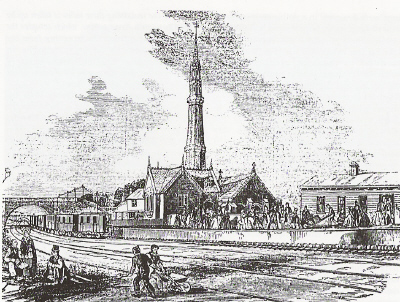
Estación de Jolly-sailor en el ferrocarril de Londres y Croydon en 1845, que muestra la estación de bombeo y el tren sin locomotora

El Ferrocarril de Londres y Croydon (L&CR) obtuvo su Acta de autorización del Parlamento en 1835, que le permitió construir su línea desde  el Ferrocarril de Londres y Greenwich (L&GR) hasta Croydon. En ese momento, la línea del L&GR estaba en construcción y el Parlamento se resistió a la construcción de dos terminales ferroviarias en el mismo barrio de Londres, por lo que el L&CR tendría que compartir la estación del Puente de Londres del L&GR. La línea fue construida para el funcionamiento de locomotoras convencionales. Se promovió una tercera empresa, el Ferrocarril de Londres y Brighton (L&BR) y también tuvo que compartir la ruta a Londres pasando por encima del L&CR.
Cuando se abrieron las líneas en 1839, se comprobó que se producía congestión debido a las numerosas paradas de los servicios en la línea local de Croydon; esto fue particularmente un problema en la rampa del 1 por 100 situada entre New Cross y Dartmouth Arms. El ingeniero del L&CR, William Cubitt, propuso una solución al problema: se colocaría una tercera vía en el lado este de la línea principal de doble vía existente, y todos los trenes locales en ambas direcciones la utilizarían. Los trenes más rápidos de Brighton se liberarían del retraso generado por un tren que se detiene en las circulaciones siguientes. Cubitt quedó impresionado durante su visita a la línea de Dalkey, y la nueva tercera vía del L&CR utilizaría energía atmosférica. La línea local también se extendería a Epsom, también como una línea atmosférica de vía única. Estas soluciones se pusieron en práctica, y se obtuvieron poderes parlamentarios el 4 de julio de 1843, autorizando también una línea a una terminal en Bricklayers Arms. De igual forma, se llegó a un acuerdo con el L&GR para que se agregase una vía adicional en la sección común de su ruta. El 1 de mayo de 1844, se abrió la terminal de Bricklayers Arms y desde ella se pasó a realizar un servicio de alta frecuencia, además de los trenes del Puente de Londres.

#### Implantación del ferrocarril atmosférico
La línea del L&CR se bifurcó hacia el suroeste en Norwood Junction (entonces llamada Jolly Sailor, por una posada que existía allí) y necesitaba cruzar la línea del L&BR. La tubería atmosférica imposibilitaba que el cruce fuese al mismo nivel, y se construyó un paso elevado para posibilitar el cruce, convirtiéndose en el primer ejemplo en la historia de este tipo de estructura en el ámbito ferroviario. Era un viaducto de madera, con pendientes de acceso del 2 por 100. Se iba a construir un paso elevado similar en Corbetts Lane Junction, donde la línea adicional del L&CR iba a estar en el lado noreste de la línea existente, pero no llegó a realizarse.
Se instaló una tubería de tracción de 15 pulgadas (38,1 cm) de diámetro entre Forest Hill (entonces llamado Dartmouth Arms, también por una posada local) y West Croydon. Aunque Samuda supervisó la instalación del sistema atmosférico, se omitió una placa de hierro con bisagras que cubría la lengüeta de cuero que servía de válvula dispuesta sobre la ranura en la instalación de Dalkey. El L&CR tenía un ingeniero del sistema atmosférico, James Pearson. La compañía Maudslay, Son and Field suministró las tres máquinas y bombas de vapor de 100 hp instaladas en Dartmouth Arms, Jolly Sailor y Croydon (más tarde West Croydon), y se construyeron elaboradas casas de máquinas para ellas. Fueron diseñadas en estilo neogótico por W. H. Brakespear y tenían elevadas chimeneas que también expulsaban a gran altura el aire evacuado de las tuberías.
Se instaló un sistema de telégrafo eléctrico de dos agujas en la línea, lo que permite al personal de la estación indicar remotamente a la casa de máquinas que un tren estaba listo para arrancar.
Esta sección, desde Dartmouth Arms hasta Croydon, comenzó a funcionar con el sistema atmosférico en enero de 1846.
Se entregó la tubería de tracción ranurada y el soporte del pistón. La aleta de cierre de la ranura estaba continuamente articulada en un lado, y el soporte del pistón se acodaba para minimizar la apertura necesaria de la aleta. Esto significaba que el carro del pistón no podía simplemente girar sobre una plataforma giratoria al final de un viaje. En cambio, tenía dos extremos, de forma que para el viaje de vuelta el pistón se transfería manualmente al nuevo extremo delantero. El coche que portaba el pistón en sí también tenía que ser movido manualmente (o por caballos de tiro) para colocarlo en el extremo delantero del tren. En Dartmouth Arms, la plataforma de la estación era una isla entre las dos líneas operadas por vapor. Cubitt diseñó un sistema especial de desvíos que permitió que el coche con el pistón atmosférico entrara en la vía ordinaria.
El inspector de la Junta de Comercio, el General Pasley, visitó la línea el 1 de noviembre de 1845 para aprobar la apertura de todo el trayecto. El periódico The Times informó del evento, señalando que un tren especial salió del Puente de Londres tirado por una locomotora de vapor, pero en Forest Hill la locomotora se separó y:

la locomotora de vapor se sustituyó y el tren pasó a ser accionado por un sistema de presión atmosférica. El tren constaba de diez vagones (incluido aquel al que se une el pistón) y su peso superaba las cincuenta toneladas. A las dos y siete minutos y medio el tren salió del punto de estacionamiento en Dartmouth Arms, y a las ocho y tres cuartos el pistón entró en la ranura, cuando inmediatamente se nos ocurrió que una sorprendente ventaja del sistema era el movimiento suave, casi imperceptible, al arrancar. Al salir de la estación en las líneas de locomotoras hemos experimentado con frecuencia un "tirón" que llega a veces a ser un "shock" absoluto y suficiente para alarmar al pasajero nervioso y tímido. Sin embargo, nada de eso se experimentó aquí. Al cabo de un minuto y cuarto de que el pistón entraba en la tubería, la velocidad alcanzada contra un fuerte viento en contra era de doce millas por hora; en el minuto siguiente, a saber, a las dos y once minutos, veinticinco millas por hora; a las dos y trece minutos, treinta y cuatro millas por hora; a las dos y catorce minutos, cuarenta millas por hora; y a las dos y quince minutos, cincuenta y dos millas por hora, que se mantuvo hasta las dos y dieciséis minutos, cuando la velocidad comenzó a disminuir, y a las dos y diecisiete minutos y medio, el tren llegó a la terminal de Croydon, realizando así el viaje desde Dartmouth Arms, con cinco millas de longitud, en ocho minutos y tres cuartos. El barómetro en el coche del pistón indicaba un vacío de 25 pulgadas y el de la casa del motor un vacío de 28 pulgadas.

Se informó ampliamente sobre el éxito del servicio público oficial e inmediatamente se promovieron nuevos proyectos de ferrocarriles de larga distancia utilizando el sistema atmosférico. Las acciones del Ferrocarril del Sur de Devon se apreciaron durante la noche.

#### Apertura
El informe de Pasley del 8 de noviembre fue favorable y la línea estaba despejada para abrirse. Los directores dudaron, deseando ganar un poco más de experiencia previa. El 19 de diciembre de 1845, el cigüeñal del motor estacionario de Forest Hill se rompió y el motor quedó inutilizable. Sin embargo, la pieza se reemplazó rápidamente y el 16 de enero de 1846 se abrió la línea.
A las 11:00 de esa mañana se rompió el cigüeñal de uno de los motores Croydon. Se habían suministrado dos motores, por lo que el tráfico pudo continuar usando el otro, hasta las 7:20 p. m. ese motor corrió la misma suerte. Nuevamente se realizaron reparaciones hasta el 10 de febrero de 1846, cuando ambos motores Croydon fallaron.
Este fue un golpe amargo para los seguidores del sistema atmosférico; las deficiencias en la fabricación de los motores estacionarios adquiridos de un fabricante de motores de renombre no decían nada sobre la practicidad del sistema atmosférico en sí, pero como dijo Samuda a la Junta:
"El público no puede discriminar (porque no puede saber) la causa de las interrupciones, y cada irregularidad se atribuye al sistema atmosférico".
Dos meses después, se fracturó la biela de uno de los motores de Forest Hill. En ese momento, los directores estaban haciendo planes para la extensión a Epsom. Rápidamente se reconsideró su intención de comprar motores de Maudslay y se organizó una licitación. Boulton y Watt de Birmingham se adjudicó el contrato, ya que su precio fue considerablemente inferior al de sus competidores.

#### Fusión
El ferrocarril de Londres y Brighton se fusionó con el L&CR el 6 de julio de 1846, formando el Ferrocarril de Londres, Brighton y la Costa Sur (LB&SCR). Inicialmente, los directivos de la empresa mayor continuaron con el propósito del L&CR de utilizar el sistema atmosférico.

#### Dificultades técnicas
El verano de 1846 fue excepcionalmente caluroso y seco, y empezaron a surgir serias dificultades con la válvula del tubo de tracción. Era fundamental hacer un buen sellado cuando la solapa de cuero estaba cerrada, y las condiciones climáticas endurecían el cuero. En cuanto al compuesto de sebo y cera de abeja que se suponía que sellaba la unión después de cada tren, Samuda había dicho originalmente que "esta composición es sólida a la temperatura de la atmósfera y se vuelve fluida cuando se calienta unos grados por encima de ella". y el clima cálido tuvo ese efecto. La descripción original de Samuda de su sistema incluía una clapeta de metal que se cerraba sobre la aleta de cuero, pero este dispositivo se había omitido en el L&CR, lo que exponía la válvula a la intemperie y también incrementaba la irrupción de toda clase de objetos en el tubo, incluido, según informó un observador, un pañuelo perdido por una señora en la vía. Cualquier depósito de residuos en el asiento de la aleta solo podría haber reducido su eficacia.
Además, el sebo, es decir, la grasa animal empleada para el sellado, era atractivo para la población de ratas. Una fuente de 1859 informaba de que las ratas se colaban al tubo de hierro durante la noche para comerse el sebo, y que "cientos" de animales morían cada mañana cuando se activaba la bomba de vacío para dar paso al primer tren. Los retrasos se hicieron frecuentes, debido a la incapacidad de crear suficiente vacío para mover los trenes, y las paradas en las empinadas pendientes de acceso al paso elevado eran comunes y ampliamente reportadas en la prensa.
Los directores empezaron a sentirse incómodos con el sistema atmosférico y, en particular, con la ampliación de Epsom, que iba a tener tres motores. En diciembre de 1846, consultaron con Boulton y Watt sobre la cancelación del proyecto, los constructores contestaron que suspender el contrato de suministro durante un año costaría 2.300 libras esterlinas. Los Directores estuvieron de acuerdo con este importe.
El invierno de 1846/7 trajo nuevas dificultades meteorológicas: un clima inusualmente frío hizo que la aleta de cuero se pusiera rígida y la nieve entrase en el tubo, lo que provocó más cancelaciones del servicio atmosférico. Un trabajador de la vía murió en febrero de 1847 mientras estaban en funcionamiento las locomotoras de vapor. Esto fue trágicamente desafortunado, pero tuvo el efecto de informar ampliamente que el ferrocarril atmosférico, una vez más, no estaba operativo.

#### Final repentino
En este largo período, los directores de la compañía acabaron viéndose cada vez menos comprometidos a seguir adelante con el sistema atmosférico, incluso cuando se gastaba dinero en extenderlo hacia el Puente de Londres (que se abrió desde Dartmouth Arms hasta New Cross en enero de 1847, utilizando la gravitación hacia el norte y la estación de bombeo de Dartmouth Arms hacia el sur). En una situación en la que la confianza del público era importante, los directores no podían expresar sus dudas públicamente, al menos hasta que se tomara una decisión final. El 4 de mayo de 1847, los directores anunciaron "que se retiraron las tuberías atmosféricas de Croydon y que el sistema quedaba cancelado".
La razón parece no haberse hecho pública de inmediato, pero el desencadenante parece haber sido la insistencia del inspector de la Junta de Comercio en un segundo cruce en la divergencia de las líneas de Brighton y Epsom. No está claro a qué se refiere esto, y puede haber sido simplemente una racionalización del momento de una decisión dolorosa. Cualquiera que sea la razón, no iba a haber más tracción atmosférica en el LB&SCR.

### Ferrocarril del Sur de Devon

#### Obtención de la autorización

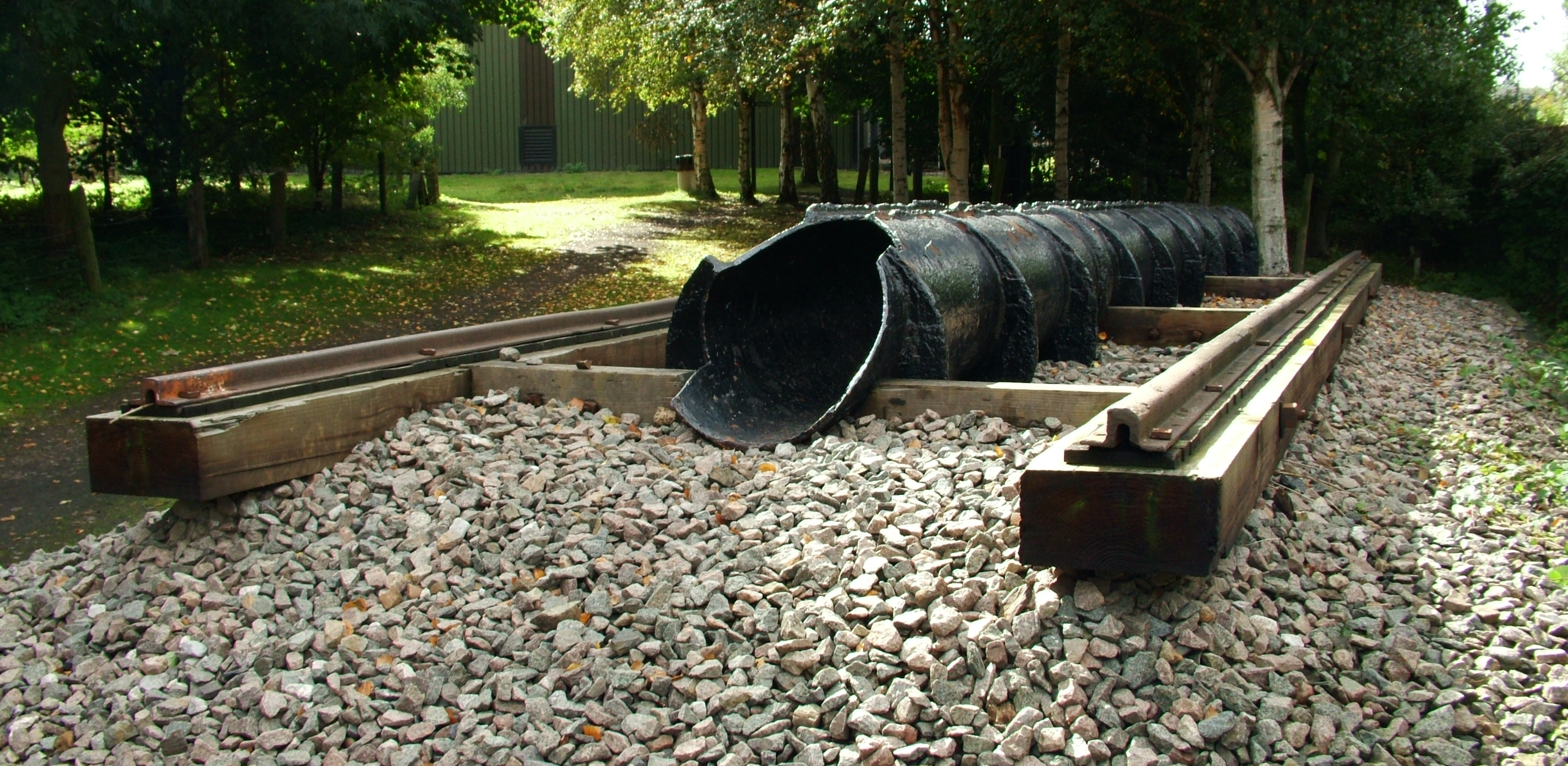
Una sección de la tubería ferroviaria atmosférica del SDR en el Centro del Ferrocarril de Didcot

El Great Western Railway (GWR) y el Ferrocarril de Brístol y Exeter trabajando en colaboración habían llegado a Exeter el 1 de mayo de 1844, con un ferrocarril de gran ancho de vía que conectaba la ciudad con Londres. Los grupos de Devonshire interesados en el ferrocarril consideraron importante extender la conexión a Plymouth, pero el terreno escarpado sin una ruta fácil planteaba dificultades considerables.
Después de una controversia considerable, el Ferrocarril del Sur de Devon (SDR) obtuvo su Acta del Parlamento autorizando una línea, el 4 de julio de 1844.

#### Determinación de la ruta
El responsable técnico de la Compañía fue el innovador ingeniero Isambard Kingdom Brunel. Había visitado la línea de Dalkey y quedó impresionado con las capacidades del sistema atmosférico en esa línea. Samuda siempre había presentado las ventajas de su sistema, que (afirmaba) incluían una mayor capacidad para remontar rampas pronunciadas y un peso más ligero sobre las vías. Esto permitiría planificar una línea en terreno montañoso con pendientes más pronunciadas de lo habitual, lo que ahorraría un costo sustancial de construcción.
Si como parece, Brunel había decidido definitivamente usar el sistema atmosférico en la etapa de planificación, esto le permitió elegir una ruta prácticamente imposible para las locomotoras de vapor de la época. La ruta del Ferrocarril del Sur de Devon, todavía en uso hoy en día, tiene pendientes pronunciadas y generalmente se considera "difícil". Los comentaristas a menudo culpan de que esté diseñada para la tracción atmosférica, y así, por ejemplo Sekon, describiendo la topografía de la línea, dice que más allá de Newton Abbot:

la conformación del terreno es muy inadecuada para el propósito de construir un ferrocarril con buenas pendientes. Este inconveniente no preocupó en ese momento al Sr. Brunel, el ingeniero de la Compañía del Ferrocarril del Sur de Devon, ya que propuso explotar la línea según el principio atmosférico, y una de las ventajas reclamadas para el sistema es que las zonas de taludes empinados eran tan fáciles de recorrer como los tramos a nivel.

- La línea "quedó como legado de un trazado diseñado para el trabajo atmosférico con las consiguientes fuertes pendientes y curvas pronunciadas".[20]
- Brunel "dudaba seriamente de la capacidad de cualquier locomotora de vapor para abordar el tipo de pendientes que serían necesarias en el sur de Devon".[21]

Aunque formalmente, la decisión de "considerar" la adopción del sistema atmosférico se produjo "después" de la autorización parlamentaria, y la elección de la ruta tuvo que haber sido finalizada antes de su presentación al Parlamento.
Ocho semanas después de la aprobación de la Ley, los accionistas escucharon que "Desde la aprobación de la Ley, se ha recibido una propuesta... de los Sres. Samuda Brothers... para aplicar su sistema de tracción a la Línea del Sur de Devon". Se había pedido a Brunel y a una delegación de directores que visitaran la línea de Dalkey. El informe continuó que como resultado,

En vista de que en muchos puntos de la línea tanto las pendientes como las curvas harán particularmente ventajosa la aplicación de este principio, vuestros directores han resuelto que se adopte el sistema atmosférico, incluido un telégrafo eléctrico, en toda la línea del Ferrocarril del Sur de Devon.

#### Construcción y apertura

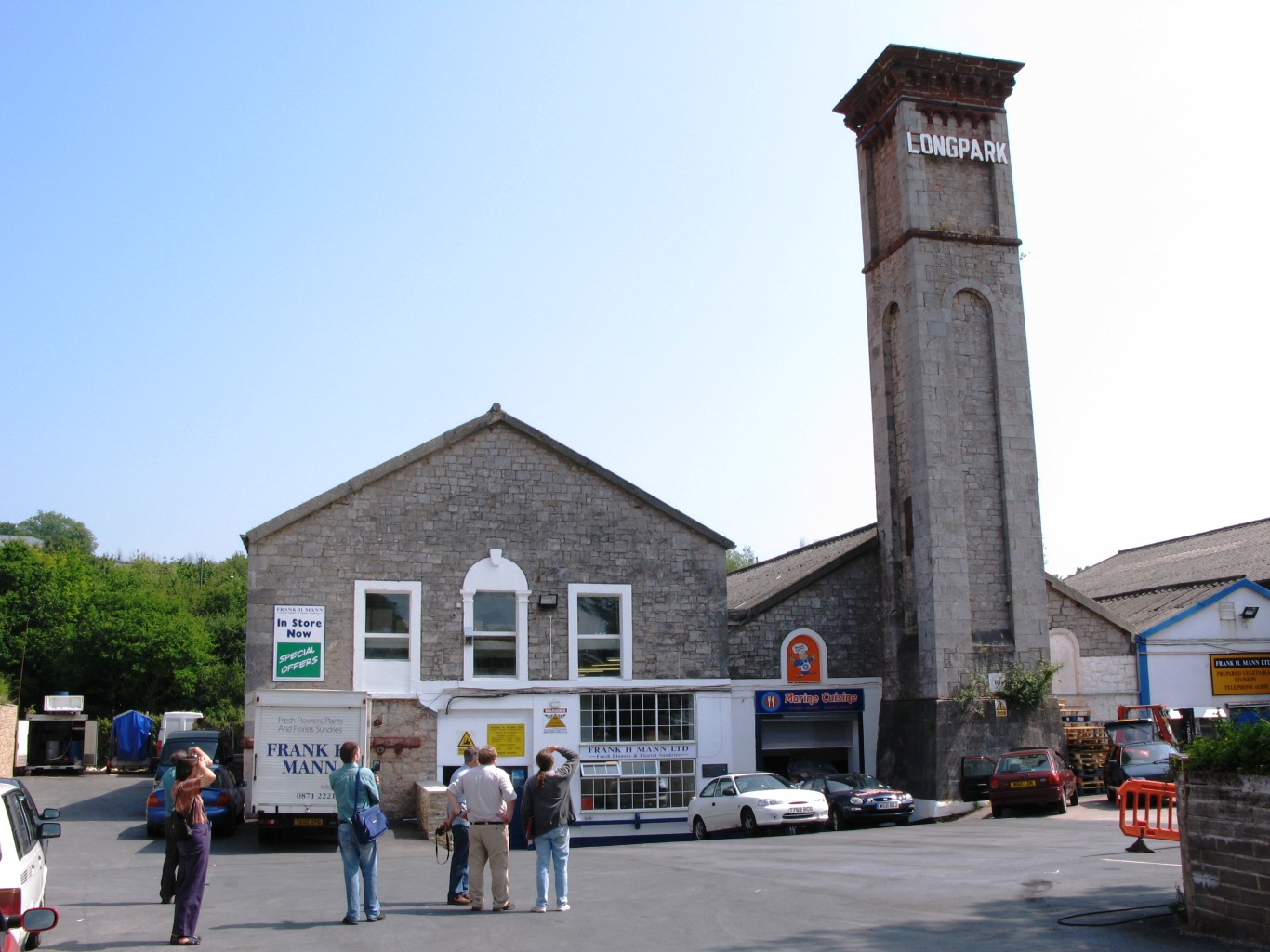
Casa de bombeo en Torquay, Devon

La construcción comenzó inmediatamente en la sección de Exeter a Newton Abbot (al principio conocido simplemente como Newton); esta primera parte es bastante plana: era la sección desde Newton en adelante la que era montañosa. Los contratos para el suministro de los motores y maquinaria de bombeo de 45 caballos (45,6 CV) se concluyeron el 18 de enero de 1845 y fueron entregados el 1 de julio del mismo año. La fabricación de los tubos de tracción tropezaba con dificultades: debían colarse con la ranura formada, y la deformación era un problema grave al principio.
La entrega de la maquinaria y el tendido de las tuberías se retrasó mucho, pero el 11 de agosto de 1846, con ese trabajo aún en curso, se firmó un contrato para los motores necesarios en la sección montañosa más allá de Newton. Estos iban a ser más potentes, en 64 caballos (64,9 CV) y 82 caballos (83,1 CV) en un caso, y la tubería de tracción iba a ser de mayor diámetro.
El servicio de trenes comenzó entre Exeter y Teignmouth el 30 de mayo de 1846, pero inicialmente lo operaban máquinas de vapor alquiladas al GWR. Finalmente, el 13 de septiembre de 1847 comenzaron a operar los primeros trenes de pasajeros en el sistema atmosférico. Los trenes atmosféricos de mercancías pudieron haber comenzado a operar unos días antes.
Cuatro trenes atmosféricos circulaban diariamente (además del servicio de vapor anunciado), pero después de un tiempo reemplazaron por completo a los trenes de vapor. Al principio, el sistema atmosférico se usó solo hasta Teignmouth, desde donde una máquina de vapor arrastraba el tren, incluido el coche del pistón, hasta Newton, donde se retiraba el vagón de pistón y el tren continuaba su viaje. A partir del 9 de noviembre se llevaron a cabo algunos servicios atmosféricos hasta Newton y, desde el 2 de marzo de 1848, todos los trenes de la sección fueron atmosféricos.
Durante ese invierno de 1847-8 se mantuvo un servicio regular a Teignmouth. La velocidad más alta registrada fue un promedio de 64 mph (103 km/h) sobre 4 millas (6,4 km) acarreando 28 toneladas largas (28,4 t) y 35 mph (56,3 km/h) al acarrear 100 toneladas largas (101,6 t).
En este período se superaron dos importantes limitaciones del sistema atmosférico. La primera fue que se dotó de tubería auxiliar de tracción en las estaciones colocada por fuera de la vía, por lo que no obstruía el funcionamiento de los desvíos de la vías. La tubería auxiliar debería tener su propio pistón, al que el coche cabecero estaba conectado mediante una cuerda, de forma que el tren podría ser transportado en una estación hasta el inicio de la tubería principal siguiente. El segundo desarrollo fue un dispositivo para permitir el cruce a nivel sobre la tubería: una placa de cubierta con bisagras se colocaba en la tubería para su uso en las carreteras. Así, cuando se hacía el vacío en la tubería de tracción, una derivación accionaba un pequeño pistón que levantaba la cubierta, permitiendo que pasara el coche del pistón de forma segura y actuando como advertencia a los usuarios de la vía. Los dibujos técnicos contemporáneos muestran la tubería de tracción considerablemente más baja de lo normal, con su parte superior al nivel de las cabezas de los rieles y con su centro al nivel del centro de las traviesas. No se muestra ninguna indicación de cómo se conservaba el ancho de vía.

#### Baja potencia del sistema de tracción

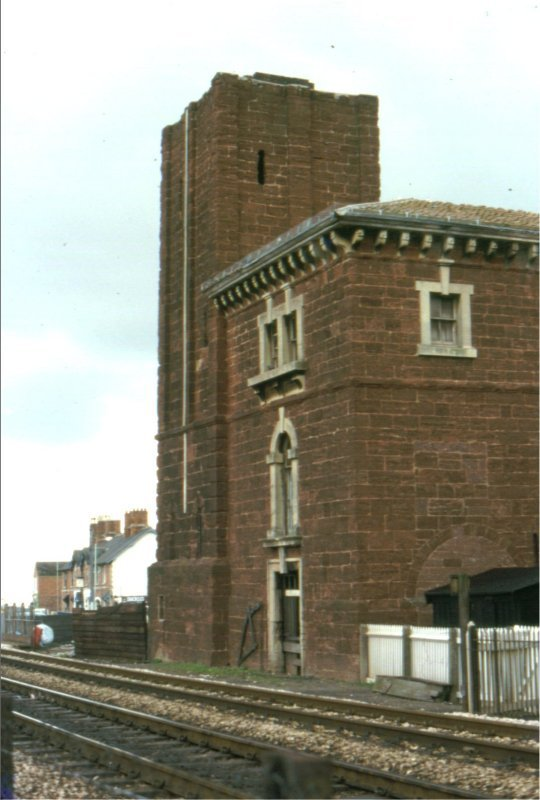
Casa de máquinas de Starcross

Aunque los trenes funcionaban aparentemente de forma satisfactoria, se habían producido errores de cálculo técnicos. Parece que Brunel originalmente especificó tuberías de 12 pulgadas (30,5 cm) de diámetro para la sección nivelada hacia Newton, y tuberías de 15 pulgadas (38,1 cm) de diámetro para la parte montañosa de la ruta, pero al especificar la potencia de los motores estacionarios y de las bombas de vacío, la redujo considerablemente. Las tuberías de 12 pulgadas (30,5 cm) parecen haber sido desechadas y se instalaron tuberías de 15 pulgadas (38,1 cm) en su lugar, y se comenzaron a colocar tuberías de 22 pulgadas (55,9 cm) en las secciones montañosas. Se realizaron cambios en los sistemas de control de los motores estacionarios para mejorarlos y que funcionasen un 50 % más rápido de lo diseñado. Sin embargo, se informó de que el consumo de carbón fue mucho mayor de lo previsto, y que ascendí 3 s 1½ d por milla de tren en lugar de 1 s 0 d (y en lugar de 2 s 6 d que era el cargo de alquiler de las locomotoras de vapor del GWR arrendadas). Esto puede deberse en parte a que aún no se había instalado el telégrafo eléctrico, lo que requería hacer el vacío en las tuberías de acuerdo con el horario, aunque un tren pudiese llegar tarde. Cuando el telégrafo estuvo listo, el 2 de agosto, el consumo de carbón en las siguientes semanas cayó un 25%.

#### Problemas con el cierre de la ranura
Durante el invierno de 1847-1848, la válvula de charnela de cuero que sellaba la ranura del tubo de tracción comenzó a dar problemas. Durante los días fríos de invierno, el cuero se helaba mucho después de saturarse con la lluvia. Esto provocó que no se asentara correctamente después del paso de un tren, lo que permitía que entrara aire en la tubería y reducía la eficacia del bombeo. En la primavera y el verano siguientes, hubo un clima cálido y seco y la válvula de cuero se secó, con prácticamente el mismo resultado. Brunel hizo tratar el cuero con aceite de ballena en un intento de mantener su flexibilidad. Se dijo que se producía una reacción química entre el tanino del cuero y el óxido de hierro de la tubería, y también se experimentaron numerosas dificultades con el sello de cuero con forma de copa empleado en los pistones.
Los comentaristas observan que el sistema del Ferrocarril el Sur de Devon omitió la aleta de hierro que se usó en la línea de Dalkey para cubrir la válvula. En esa línea, las placas de hierro se apartaban inmediatamente por delante del soporte del pistón. No se registra por qué se omitieron estos elementos en el Ferrocarril del Sur de Devon, pero a velocidades elevadas, deberían haber requerido una fuerza mecánica considerable para su accionamiento y generado ruido ambiental.
En mayo y junio, se experimentaron problemas aún más serios cuando secciones de las aletas de cuero se desprendieron de su fijación y hubo que reemplazar las secciones rápidamente. Samuda tenía un contrato con la empresa para mantener el sistema y aconsejó la instalación de una cubierta contra la intemperie, recomendación que no se adoptó, debido a que no habría solucionado el problema inmediato y se requería el reemplazo completo del sellado de cuero. Se estimó que costaría unas 32.000 libras, una suma muy grande de dinero en ese momento, y Samuda se negó a actuar en esas condiciones.

#### Abandono
Con una paralización contractual durante las disputas para intentar mantener en funcionamiento un sistema defectuoso, era inevitable que el final estuviera cerca. En una junta de accionistas celebrada el 29 de agosto de 1848, los directores se vieron obligados a informar de todas las dificultades que se estaban presentando: que Brunel había aconsejado el abandono del sistema atmosférico; que se estaba llegando a acuerdos con Great Western Railway para disponer de locomotoras de vapor, y que el sistema atmosférico se abandonaría a partir del 9 de septiembre de 1848.
El informe de Brunel a los Directores, que se mostró a los asistentes a la reunión, fue completo, y también fue consciente de su propia posición delicada y de las obligaciones contractuales de Samuda. Describió los motores estacionarios, obtenidos de tres proveedores: "Estos motores, en general, no han tenido éxito; ninguno de ellos ha funcionado todavía de manera muy económica, y algunos son muy derrochadores en el uso de combustible". En cuanto a las dificultades con la válvula de cuero en condiciones climáticas extremas (como calor, heladas o lluvia intensa), afirmó que

Los mismos remedios se aplican a los tres, manteniendo el cuero de la válvula aceitado y barnizado, y haciéndolo impermeable al agua, que de otro modo la empaparía en tiempo húmedo, o que la congelaría en frío, haciéndola demasiado rígida para cerrar; y la misma precaución evita que el cuero se seque y se arrugue por el calor; porque esto, y no la fusión de la composición, es el principal inconveniente que resulta del calor. Un poco de agua esparcida sobre la válvula desde un tanque en el carro del pistón también resultó útil en climas muy secos, lo que demuestra que la sequedad, y no el calor, fue la causa de la fuga.

Pero había un problema mucho más serio: "Una longitud considerable de la válvula longitudinal falló por el desgarro del cuero en las juntas entre las placas. El cuero primero se agrietó parcialmente en estos puntos, lo que provocó una fuga considerable, particularmente en clima seco. Después de un tiempo, se rompe por completo".
El mantenimiento de la tubería de tracción y la válvula era responsabilidad contractual de Samuda, pero Brunel indicó que culpaba a la empresa por un almacenamiento descuidado y por el hecho de que la válvula de sellado se había instalado durante algún tiempo antes de ser utilizada por los trenes; Brunel se negó a entrar en la cuestión de la responsabilidad, aludiendo a posibles medidas paliativas, pero concluyó:

El costo de la construcción ha superado con creces nuestras expectativas, y la dificultad de trabajar en un sistema tan totalmente diferente de aquel al que está acostumbrado todo el mundo, tanto viajeros como trabajadores, ha resultado (sic) demasiado grande; y por lo tanto, aunque, sin duda, después de algunas pruebas adicionales, se pueden hacer grandes reducciones en el costo de trabajar la parte ahora establecida, no puedo anticipar la posibilidad de ningún incentivo para continuar con el sistema más allá de Newton.

Se generó una gran hostilidad entre algunos accionistas, y Samuda, y Brunel en particular, fueron fuertemente criticados, pero el sistema atmosférico en la línea estaba acabado.

#### Retención recomendada
Thomas Gill había sido presidente de la junta de South Devon y deseaba continuar con el sistema atmosférico. Para poder presionar a los miembros de la junta en este sentido, renunció a su cargo y, en noviembre de 1848, publicó un folleto instando a que se mantuviera el sistema, y obtuvo suficiente apoyo para que se celebrara una Junta General Extraordinaria de la Compañía el 6 de enero de 1849. Tuvo lugar una larga discusión técnica, en la que Gill afirmó que Clark y Varley estaban dispuestos a ser contratados para completar el sistema atmosférico y mantenerlo en una sección de la línea. Había, dijo Gill, otros veinticinco inventores ansiosos por probar sus creaciones en la línea. La reunión duró ocho horas, pero finalmente se procedió a la votación: la mayoría de los accionistas presentes se mostró a favor de continuar con el sistema (645 contra 567 acciones). Sin embargo, una gran cantidad de votos de accionistas que no quisieron asistir a la reunión estaban en manos de sus apoderados, y con sus votos se confirmó el abandono por 5.324 a 1.230.
Ese fue el final del sistema atmosférico en el Ferrocarril del Sur de Devon.

#### Ratas
A menudo se afirma entre grupos de entusiastas que un factor en el fracaso de la solapa de cuero fueron las ratas atraídas por el sebo, que lo roían. Aunque se dice que las ratas fueron atraídas a la tubería de tracción en los primeros días, no hubo ninguna referencia a esto en la reunión de crisis descrita anteriormente. El historiador Colin Divall opina que "no hay evidencia documental alguna" de que las ratas causasen tales problemas en el ferrocarril.

### Detalles técnicos

#### Línea de demostración de Wormwood Scrubs
El coche con pistón en la línea de demostración era un vehículo abierto de cuatro ruedas. No se muestran controles de ningún tipo en un dibujo. La viga que llevaba el pistón se llamaba "percha", y estaba unida directamente a los ejes y giraba en su punto central; tenía un contrapeso en la parte trasera del soporte de fijación (llamado "reja").

#### Línea de Dalkey
El tren habitual constaba de dos vagones, el vagón del pistón, que incluía un compartimento para el vigilante y el alojamiento de tercera clase; y un vagón de segunda clase, con ventanas de observación en los extremos en la parte trasera. No había vagón de primera clase. El vigilante tenía un freno de tornillo, pero ningún otro control. El regreso (descenso) se hacía por gravedad, y el vigilante tenía una palanca que le permitía hacer bascular el conjunto del pistón hacia un lado, de modo que el descenso se hacía con el pistón fuera del tubo.

#### Línea de Saint Germain
El tramo puesto en servicio, Le Pecq a Saint Germain, tenía casi exactamente la misma longitud que la línea de Dalkey, y se operaba de manera similar excepto porque el descenso por gravedad se hacía con el pistón en el tubo para que la presión del aire ayudara a moderar velocidad. La terminal superior tenía apartaderos, con cambios manejados por cuerdas.

#### Londres y Croydon
Los vagones de pistones eran furgones de seis ruedas, con una plataforma para el conductor en cada extremo. La posición del conductor estaba dentro del carruaje, no al aire libre. El eje central no tenía suspensión y el conjunto del pistón estaba conectado directamente a él. El conductor tenía un vacuómetro (un manómetro de mercurio), conectado por un tubo metálico a la cabeza del pistón. Algunos vehículos estaban equipados con velocímetros, un invento de Moses Ricardo. Además del freno, el conductor tenía una válvula de derivación que admitía aire en el tubo de tracción parcialmente agotado delante del pistón, reduciendo la fuerza de tracción ejercida. Esto parece haber sido utilizado en el descenso de 1 en 50 desde el paso elevado. La disposición de la palanca y la válvula se muestran en un diagrama en el Tratado de Samuda.

#### Pistón de tamaño variable
Parte de la patente de Samuda incluía el pistón de diámetro variable, lo que permitía que el mismo carro de pistón negociara secciones de ruta con diferentes tamaños de tubos de tracción. Clayton lo describe: el conductor podía controlar el cambio mientras el coche está en movimiento; una palanca operaba un dispositivo parecido a un paraguas en la parte trasera de la cabeza del pistón; tenía costillas de acero con bisagras. Para acomodar el soporte para el pistón, la ranura del tubo de tracción, y por lo tanto la parte superior del tubo, tenía que estar al mismo nivel cualquiera que fuera el diámetro del tubo, de modo que todo el espacio adicional a sellar fuera hacia abajo y hacia los lados; la disposición del "paraguas" era asimétrica. De hecho, esta solución nunca se usó en el Ferrocarril del Sur de Devon, ya que los tubos de 22 pulgadas nunca llegaron a ponerse en servicio; y el cambio en Forest Hill solo duró cuatro meses antes del final del sistema atmosférico allí. También se pretendía utilizar un pistón de diámetro variable en el ferrocarril de Saint-Germain, donde se iba a utilizar una tubería de 15 pulgadas desde Nanterre hasta Le Pecq, y luego una tubería de 25 pulgadas en la pendiente del tres y medio por ciento hasta Saint-Germain. Solo se completó la sección con el tubo de 25 pulgadas, por lo que bastó con utilizar un pistón simple.

#### Ubicaciones de las casas de máquinas del Ferrocarril del Sur de Devon
- Éxeter; extremo sur de la estación de St Davids, al lado de la línea
- Condesa Wear; al sur del puente de Turnpike, a 197m 22c, lado de abajo[nota 12]
- Turf; al sur del paso a nivel de Turf, lado inferior
- Starcross; al sur de la estación, al lado
- Dawlish; al este de la estación, lado superior
- Teignmouth; adyacente a la estación, lado superior
- Summer House; a 212m 38c, lado inferior
- Newton; al este de la estación, lado inferior
- Dainton; al oeste del túnel, lado inferior
- Totnes; adyacente a la estación, lado superior
- Rattery; edificio nunca terminado
- Torquay; 1 milla al norte de la estación Torre (la terminal original, llamada Torquay), lado superior

En la sala de máquinas de Dainton, se iba a instalar una cámara de recogida en la tubería de entrada a las bombas. Aparentemente, se trataba de un interceptor de los deshechos que pudieran ser absorbidos por la tubería de tracción; tenía una compuerta que se podía abrir para que el personal limpiara los restos acumulados de vez en cuando.

### Muestras de tubos de ferrocarril atmosférico

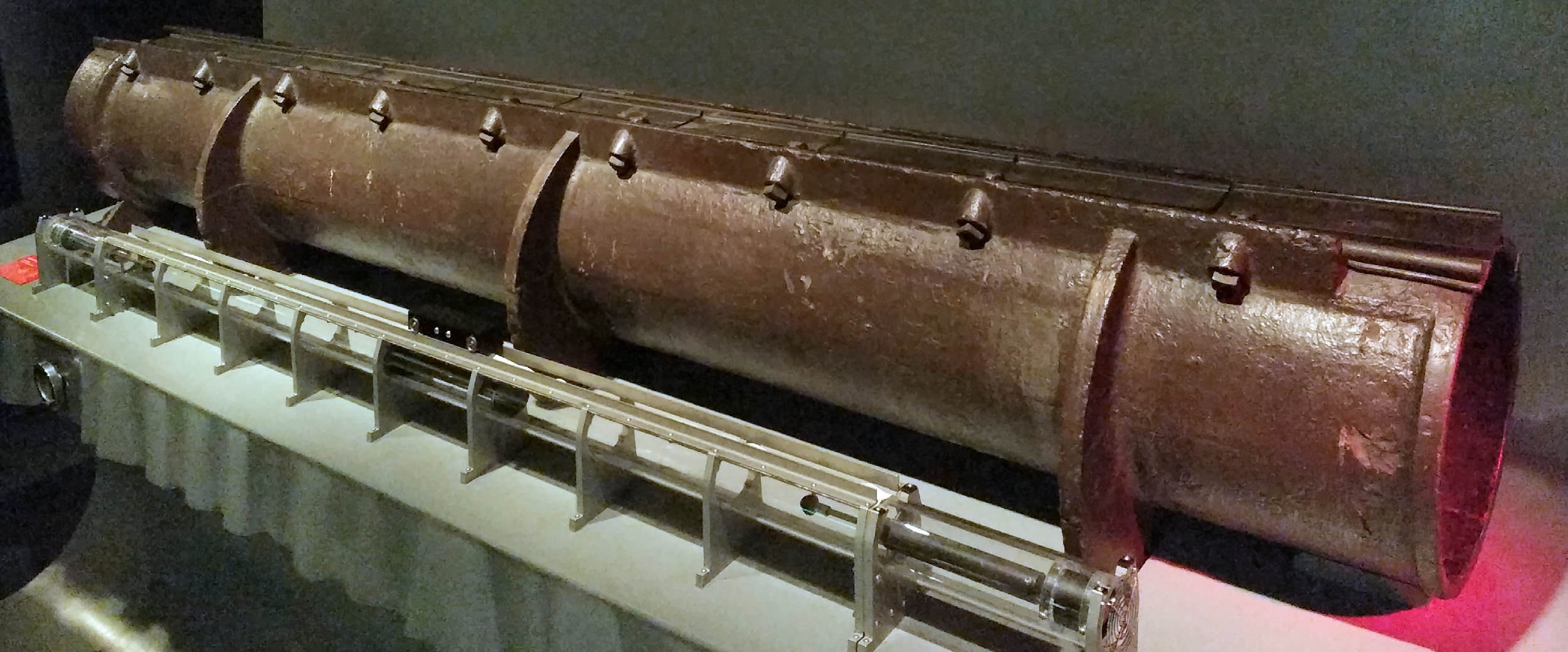
Museo de Croydon, Tubo de Ferrocarril Atmosférico, 1845-47

- Centro del Ferrocarril de Didcot, Didcot, Oxfordshire: tres tramos completos de tubería del Ferrocarril del Sur de Devon de 22 pulgadas sin usar, encontrados bajo la arena en 1993 en Goodrington Sands, cerca de Paignton, exhibidos desde 2000 con rieles del GWR recuperados de otra fuente.[32]
- Exhibición "Being Brunel", inaugurada en 2018 en Brunel's SS Great Britain, Bristol: una tubería de South Devon de 22 pulgadas de longitud completa sin usar.
- STEAM-Museo del Great Western Railway, Swindon: una porción muy pequeña de tubería de 22 pulgadas del Ferrocarril del Sur de Devon sin usar, probablemente la porción descrita en 1912 como expuesta en un museo de la compañía Great Western Railway en Paddington.[32]
- Museo de Newton Abbot Town y del GWR, Newton Abbot, Devon: otra porción muy pequeña de tubería de 22 pulgadas del Ferrocarril del Sur de Devon sin usar.
- Museo de Croydon, Croydon: una tubería de 15 pulgadas de longitud completa del Ferrocarril de Londres y Croydon, encontrada en 1933 en la plataforma en la estación de West Croydon.[33]

### Otras aplicaciones tempranas
Se construyeron dos ferrocarriles de demostración con todo el vagón dentro del tubo en lugar de solo un pistón. En ambos casos, los vagones eran empujados por la diferencia entre la presión atmosférica en una dirección y el aire comprimido en la otra, y en ambos casos el objetivo era hacer circular los vagones bajo tierra sin el humo generado por las locomotoras de vapor.
- El diseño de Rammell del Ferrocarril Atmosférico de Crystal Palace de 1864 tenía la intención de aumentar el interés en su propuesta para el Ferrocarril de Waterloo y Whitehall, que habría corrido bajo el Támesis desde la Estación de Waterloo hasta Great Scotland Yard. La construcción de este último ferrocarril comenzó en 1865 y estuvo activa hasta 1866, pero no continuó.

- El transporte neumático de Beach, ideado por el ingeniero estadounidense Alfred E. Beach, discurría por debajo de una manzana de Broadway en la ciudad de Nueva York desde 1870 hasta 1873. Permitió demostrar el ferrocarril neumático así como un método de excavación de túneles también de su invención, que no alteraría la superficie de la calle. La presión del aire era controlada por un impulsor grande, el soplador Roots, en lugar de los ventiladores de disco utilizados en todas las instalaciones anteriores. Nunca se construyó nada más.

## Aeromóvil

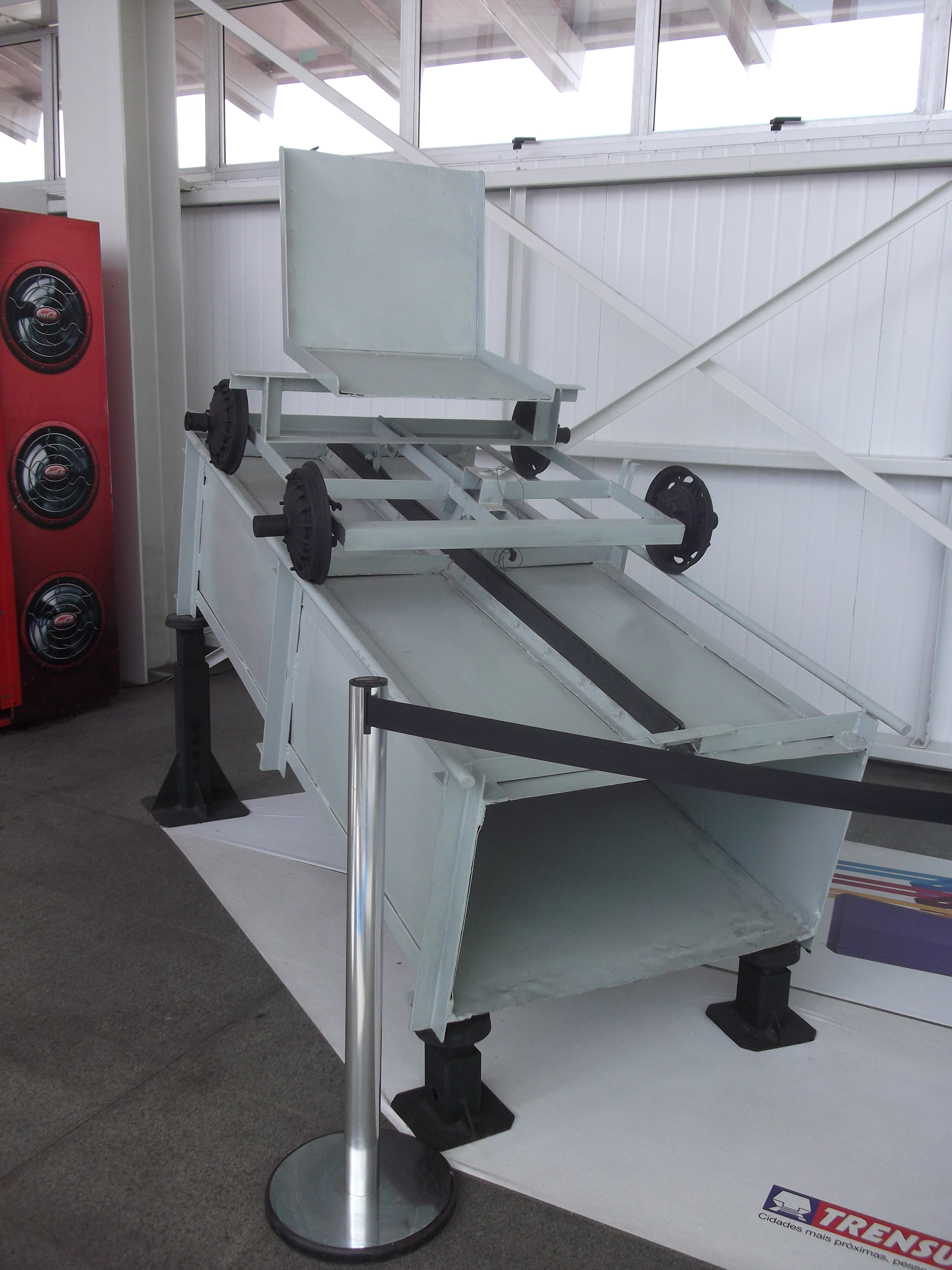
Sección de guía y bogie del Aeromovel

Los intentos del siglo XIX de crear un sistema de ferrocarril atmosférico práctico (descritos anteriormente) fueron descartados por deficiencias tecnológicas. En la actualidad, los materiales modernos han permitido desarrollar sistemas plenamente operativos.
Hacia fines del siglo XX, la Corporación Aeromovel de Brasil desarrolló un transporte hectométrico automatizado que funciona con energía atmosférica. Los trenes livianos viajan sobre rieles montados en una viga de caja de hormigón hueca elevada que forma el conducto de aire. Cada coche está unido a una placa cuadrada, el pistón, dentro del conducto, conectado por un mástil que pasa por una ranura longitudinal que está sellada con aletas de goma. Las bombas de aire eléctricas estacionarias están ubicadas en la línea para soplar aire en el conducto para crear una presión positiva o para expulsar el aire del conducto para crear un vacío parcial. El diferencial de presión que actúa sobre la placa del pistón hace que el vehículo se mueva.
La energía eléctrica para alumbrado y frenado se suministra al tren mediante una corriente de baja tensión (50 V) a través de la vía por la que circulan los vehículos; esto se utiliza para cargar las baterías a bordo. Los trenes cuentan con frenos convencionales para una parada precisa en las estaciones. Estos frenos se aplican automáticamente si no hay diferencia de presión actuando sobre la placa. Los vehículos totalmente cargados tienen una relación entre la carga útil y el peso muerto de aproximadamente 1:1, que es hasta tres veces mejor que las alternativas convencionales. Los vehículos no tienen conductor y el movimiento está determinado por los controles del lado de la línea. El Aeromovel fue diseñado a fines de la década de 1970 por el brasileño Oskar H.W. Coester.
El sistema se puso en servicio por primera vez en 1989, en Taman Mini Indonesia Indah, Yakarta, Indonesia. Fue construido para servir como parque temático; es un bucle de 2 millas (3,22 km) de longitud con seis estaciones y tres trenes. A finales de la década de 2010, el sistema se cerró durante un período y se reabrió en 2019 con solo un tren en funcionamiento, que se había convertido a energía diésel.

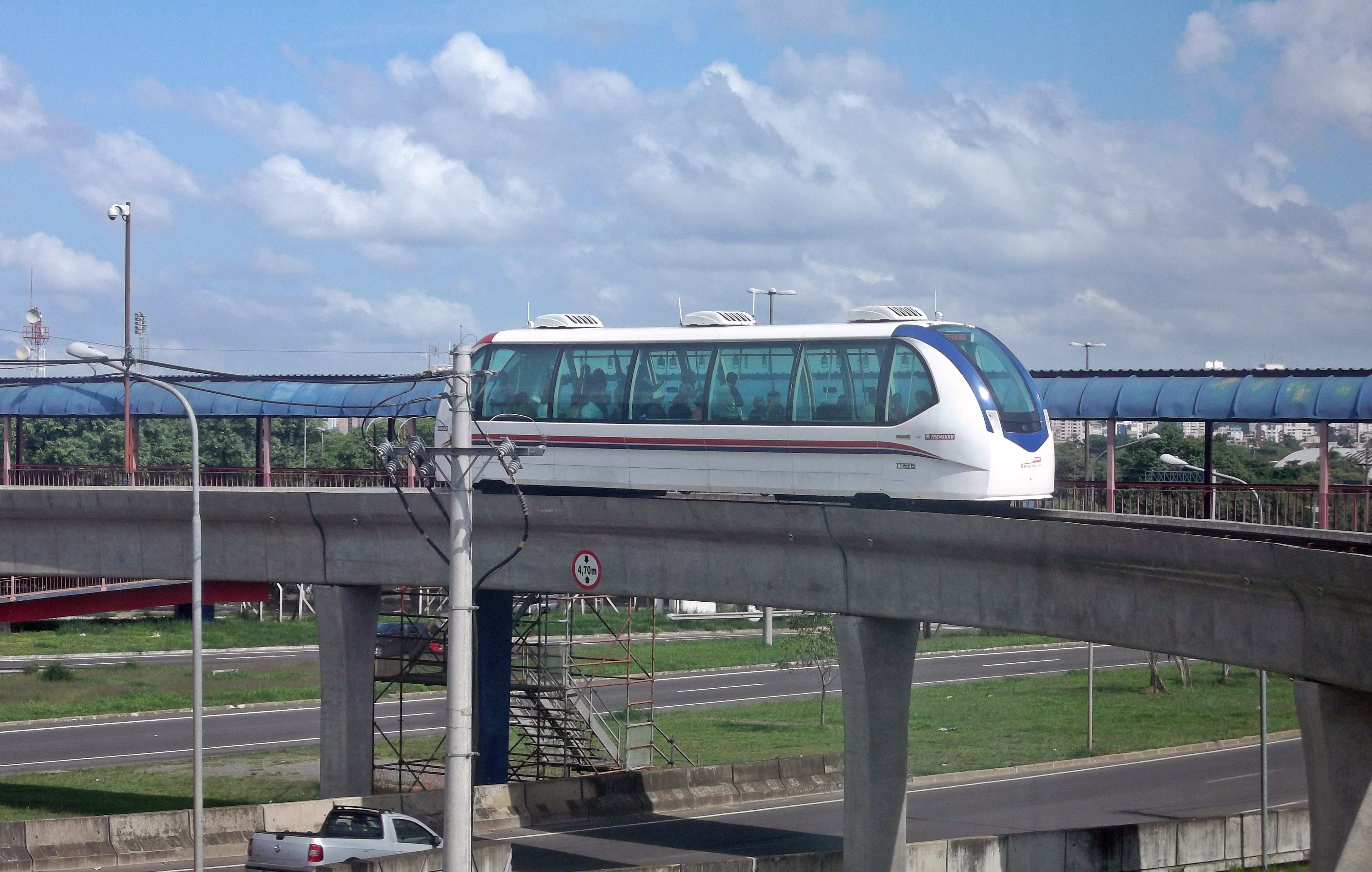
APM Aeromovel en el Aeropuerto Internacional Salgado Filho

Una segunda instalación, la Metro-Airport Connection, se inauguró en agosto de 2013. La línea conecta la Estação Aeroporto (Estación del Aeropuerto) en la Metro de Porto Alegre y la Terminal 1 del Aeropuerto Internacional Salgado Filho. La línea de vía única tiene una longitud de 0,6 millas (1 km) con un tiempo de viaje de 90 segundos. El primer vehículo de 150 pasajeros se entregó en abril de 2013 y un segundo vehículo con capacidad para 300 pasajeros se entregó más adelante.
En diciembre de 2018 se inauguró un centro de investigación y desarrollo ferroviario neumático localizado en China, desarrollado por la colaboración entre Aeromovel y el Grupo de Ingeniería Ferroviaria de China (CREG). Las empresas habían estado trabajando juntas en proyectos desde principios de 2017, incluido un sistema propuesto para Canoas (Brasil) iniciado pero estancado.
El Accra Skytrain, una red de tren ligero elevado de 194 kilómetros (120,5 mi) de longitud y cinco líneas ideada para la capital de Ghana también estaba previsto que utilizase esta tecnología. En 2019, el gobierno de Ghana firmó un acuerdo de concesión con un consorcio sudafricano para desarrollar el proyecto, con un costo estimado de 2600 millones de dólares. A junio de 2021, el proyecto no ha pasado de la etapa de estudio de factibilidad.
En diciembre de 2020, se anunció que Aerom, propietaria de la tecnología Aeromovel, había sido seleccionada para instalar un ferrocarril interior en el Aeropuerto Internacional de São Paulo-Guarulhos. La línea tendrá una longitud de 2,6 kilómetros (1,6 mi) y 4 estaciones.

## Concepto de alta velocidad
La Flight Rail Corp. en los EE. UU. ha desarrollado el concepto de un tren atmosférico de alta velocidad que usa vacío y presión de aire para mover módulos de pasajeros en una vía elevada. Los sistemas de energía estacionarios crean vacío (delante del pistón) y presión (detrás del pistón) dentro de un tubo neumático continuo ubicado centralmente debajo de los rieles dentro de un conjunto de armadura. El pistón libre está acoplado magnéticamente a los módulos de pasajeros de arriba; esta disposición permite cerrar el tubo de potencia evitando fugas. La unidad de transporte se desplaza sobre un par de rieles de acero paralelos al mencionado tubo de potencia.
Actualmente, la compañía tiene un modelo piloto a escala 1/6 que funciona en una vía de prueba construida al aire libre. La vía guía tiene 2095 pies (639 m) de largo e incorpora pendientes del 2%, 6% y 10%. El modelo piloto opera a velocidades de hasta 25 mph (40 km/h). La Corporación afirma que un modelo a escala real sería capaz de alcanzar velocidades superiores a 200 mph (322 km/h).

## Lecturas relacionadas
- Adrian Vaughan, Railway Blunders, Ian Allan Publishing, Hersham, 2008, ISBN 978-0-7110-3169-2; page 21 shows a photograph of L&CR traction tubes unearthed in 1933.
- Arthur R Nicholls, The London & Portsmouth Direct Atmospheric Railway, Fonthill Media, 2013, ISBN 978 1 78155244 5; Story of an unsuccessful attempt at a trunk route
- Winchester, Clarence, ed. (1936), «"The Atmospheric railway"», Railway Wonders of the World, pp. 586-588.